# Konvergenčni polmer
Konvergénčni polmér (tudi ~ pólmer) potenčne vrste je v matematiki nenegativna količina, realno število ali {\displaystyle \scriptstyle \infty ,} ki predstavlja območje (znotraj polmera) v katerem bo funkcija konvergirala.

## Definicija
Za potenčno vrsto f, določeno kot:
{\displaystyle f(z)=\sum _{n=0}^{\infty }c_{n}(z-a)^{n}\!\,,}
je:
a konstanta, središče konvergenčnega diska,
cn n-ti kompleksni koeficient in
z spremenljivka.
Konvergenčni polmer r (tudi označbi R ali {\displaystyle \rho } je takšno nenegativno realno število ali {\displaystyle \scriptstyle \infty }, da vrsta konvergira pri:
{\displaystyle |z-a|<r\!\,}
in divergira pri:
{\displaystyle |z-a|>r\!\,.}
Vrsta tako konvergira, če je z dovolj blizu središču in divergira, če je razdalja večja. Konvergenčni polmer določa kako blizu je dovolj blizu. Konvergenčni polmer je neskončen, če vrsta konvergira za vsa kompleksna števila z.

## Iskanje konvergenčnega polmera
Konvergenčni polmer lahko določimo s pomočjo Cauchyjevega korenskega kriterija na člene vrste. Korenski test uporablja število:
{\displaystyle C=\limsup _{n\rightarrow \infty }{\sqrt[{n}]{|f_{n}|}}\!\,}
kjer je ƒn n-ti člen cn(z − a)n (»lim sup« označuje limito supremum). Po korenskem kriteriju vrsta konvergira, če je |C| < 1 in divergira, če je |C| > 1. Tako potenčna vrsta konvergira, če je razdalja od z do središča a manjša kot:
{\displaystyle r={\frac {1}{\limsup _{n\rightarrow \infty }{\sqrt[{n}]{|c_{n}|}}}}\!\,}
in divergira, če je razdalja večja. Pri tem je r = 1/0 mišljen kot neskončni polmer, kar pomeni, da je ƒ cela funkcija.
Limito v d'Alembertovem kvocientnem kriteriju je po navadi lažje izračunati, vendar ni nujno da obstaja, tako da je treba uporabiti Cauchyjev korenski kriterij. Pri d'Alembertovem kvocientnem kriteriju nastopa limita:
{\displaystyle L=\lim _{n\rightarrow \infty }\left|{\frac {f_{n+1}}{f_{n}}}\right|\!\,.}
V primeru potenčnih vrst lahko to uporabimo za določitev:
{\displaystyle r=\lim _{n\rightarrow \infty }\left|{\frac {c_{n}}{c_{n+1}}}\right|\!\,.}

## Jasen in preprost rezultat iz zamotanosti
Eden od najboljših zgledov jasnosti in preprostosti izhaja iz predstave o kompleksnih številih, kjer lahko predstava o realnih številih privede do zmede in o čemer govori naslednji izrek kompleksne analize:
Konvergenčni polmer je vedno enak razdalji od središča do najbližje točke, kjer ima funkcija f (neodpravljivo) singularnost. Če ne obstaja nobena takšna točka, je konvergenčni polmer neskončen.
Najbližja točka pomeni najbližjo točko v kompleksni ravnini in ne nujno na realni premici, tudi če so središče in vsi koeficienti realni. Zadnja izjava je stranski proizvod dokaza, da so holomorfne funkcije analitične.

### Preprosti zgled
Krožno funkcijo arkus tangens lahko izrazimo s potenčno vrsto, ki je dovolj znana:
{\displaystyle \operatorname {arc\,tg} \,(z)=z-{\frac {z^{3}}{3}}+{\frac {z^{5}}{5}}-{\frac {z^{7}}{7}}+\cdots \!\,.}
S pomočjo d'Alembertovega kvocientnega kriterija lahko preprosto ugotovimo, da je konvergenčni polmer enak 1. To lahko vidimo tudi iz:
{\displaystyle {\frac {d}{dz}}\operatorname {arc\,tg} \,(z)={\frac {1}{1+z^{2}}}\!\,}
kjer je imenovalec enak nič pri z2 = − 1, oziroma, ko je z = i ali − i. Središče te potenčne vrste leži v točki 0. Razdalja od 0 do obeh singularnih točk je enaka 1. Zato je to vrednost konvergenčnega polmera.

### Bolj zapleten zgled
Poglejmo potenčno vrsto:
{\displaystyle {\frac {z}{e^{z}-1}}=\sum _{n=0}^{\infty }{\frac {B_{n}}{n!}}z^{n}\!\,}
kjer so racionalna števila Bn Bernoullijeva števila. Z d'Alembertovim kvocientnim kriterijem težko najdemo konvergenčni polmer te vrste. Po zgornjem izreku iz kompleksne analize lahko problem hitro rešimo. V točki z = 0 ni singularnosti, ker je odpravljiva. Edino neodpravljive singularnosti tako ležijo v drugih točkah, kjer je imenovalec enak nič. Rešimo:
{\displaystyle e^{z}-1=0\!\,}
če upoštevamo, da je z = x + iy in eiy = cos(y) + i sin(y):
{\displaystyle e^{z}=e^{x}e^{iy}=e^{x}(\cos(y)+i\sin(y))\!\,,}
kjer nato upoštevamo, da sta x in y realni. Ker je y realna, je absolutna vrednost cos(y) + i sin(y) nujno enaka 1. Zato je absolutna vrednost ez lahko enaka 1, če je ex enako 1, in, ker je x realna, se to zgodi, če je x = 0. Zato potrebujemo cos(y) + i sin(y) = 1.  Ker je y realna, to velja edino kadar je cos(y) = 1 in sin(y) = 0, in je y mnogokratnik od 2π. Ker je realni del x enak 0 in je imaginarni del y neničelni mnogokratnik od 2π, je rešitev naše enačbe:
z = a neničelni mnogokratnik pd 2πi.
Najbližja singularnost središču (središče leži v tem primeru leži v 0) je v 2πi ali − 2πi. Razdalja od središča do obeh točk je enaka, in toliko je tudi vrednost konvergenčnega polmera.

## Konvergenca na »konvergenčni krožnici«
Konvergenčna krožnica potenčne vrste je množica točk v kompleksni ravnini na razdalji r od točke, okoli katere je vrsta razvita, in je r konvergenčni polmer. Potenčna vrsta lahko divergira v vsaki točki obsega konvergenčnega diska, ali divergira v nekaterih točkah na obsegu in konvergira v drugih točkah, ali pa konvergira v vseh točkah na krožnici.
Zgled 1: Potenčna vrsta funkcije ƒ(z) = (1 − z)−1, razvita okoli z = 0, ima konvergenčni polmer enak 1 in divergira v vsaki točki na konvergenčni krožnici.
Zgled 2: Potenčna vrsta za g(z) = ln(1 − z) ima konvergenčni polmer r = 1, razvita okoli točke z = 0, in divergira za z = 1, konvergira pa v vseh drugih točkah na krožnici. ƒ(z) v prvem zgledu je odvod negativne vrednosti g(z).
Zgled 3: Potenčna vrsta:
{\displaystyle \sum _{n=2}^{\infty }{\frac {1}{(-n)(n-1)}}z^{n}\!\,}
ima konvergenčni polmer enak 1 in konvergira povsod na krožnici. Če je h(z) funkcija, predstavljena s to vrsto, je odvod h(z) enak g(z) v drugem zgledu.

## Razlaga stopnje konvergence
Če razvijemo funkcijo:
{\displaystyle f(x)=\sin x=\sum _{n=0}^{\infty }{\frac {(-1)^{n}}{(2n+1)!}}x^{2n+1}\quad =x-{\frac {x^{3}}{3!}}+{\frac {x^{5}}{5!}}-\cdots {\mbox{ za vse }}x\!\,}
okoli točke x = 0, ugotovimo, da je konvergenčni polmer te vrste enak {\displaystyle \scriptstyle \infty }, kar pomeni, da vrsta konvergira za vse kompleksne vrednosti. Včasih potrebujemo točen numerični odgovor. Število členov in vrednost, v kateri bomo izračunali vrsto, vpliva na točnost numeričnega izračuna. Če želimo na primer izračunati ƒ(0,1) = sin(0,1) točno na 5 decimalnih mest, potrebujemo le prva dva člena vrste. Če pa želimo isto točnost za x = 1, moramo izračunati in sešteti prvih pet členov vrste. Za ƒ(10) za isto točnost potrebujemo osemnajst in za ƒ(100) prvih 141 členov.
Najhitreje razvoj vrste konvergira v središču in pri oddaljevanju od središča konvergence se stopnja konvergence zmanjša dokler ne dosežemo meje, če obstaja, in jo prečkamo, kjer bo vrsta divergirala.

## Grafični zgled
Obravnavajmo funkcijo 1/(z2 + 1).
Funkcija ima pola v z = {\displaystyle \scriptstyle \pm }i.
Kot je razvidno iz prvega zgleda, je konvergenčni polmer te funkcije enak 1, saj je razdalja od 0 do obeh polov enaka 1. Potem bo Taylorjeva vrsta te funkcije okoli točke {\displaystyle z=0} konvergirala le kadar je |z| < 1.

## Konvergenčna abscisa Dirichletove vrste
Sorodni pojem je konvergenčna abscisa Dirichletove vrste:
{\displaystyle \sum _{n=1}^{\infty }{a_{n} \over n^{s}}\!\,.}
Takšna vrsta konvergira, če je realni del s manjši od določenega števila, kar je odvisno od koeficientov an, od konvergenčne abscise.